# Balduin II. (Lateinisches Kaiserreich)
Balduin von Courtenay (* 1217 in Konstantinopel; † 1273 /1274 in Barletta) war als  Balduin II. von 1228 bis 1261 der letzte in Konstantinopel amtierende Kaiser des Lateinischen Reichs in Romanien (Byzantinisches Reich) aus dem Haus Courtenay. Von 1231 bis 1237 teilte er sich die Kaiserwürde mit seinem regierenden Schwiegervater Johann von Brienne und führte diese nach seiner Vertreibung aus Konstantinopel bis zu seinem Tod formell weiter. Auch war er von 1237 bis 1259 der amtierende Graf von Namur.

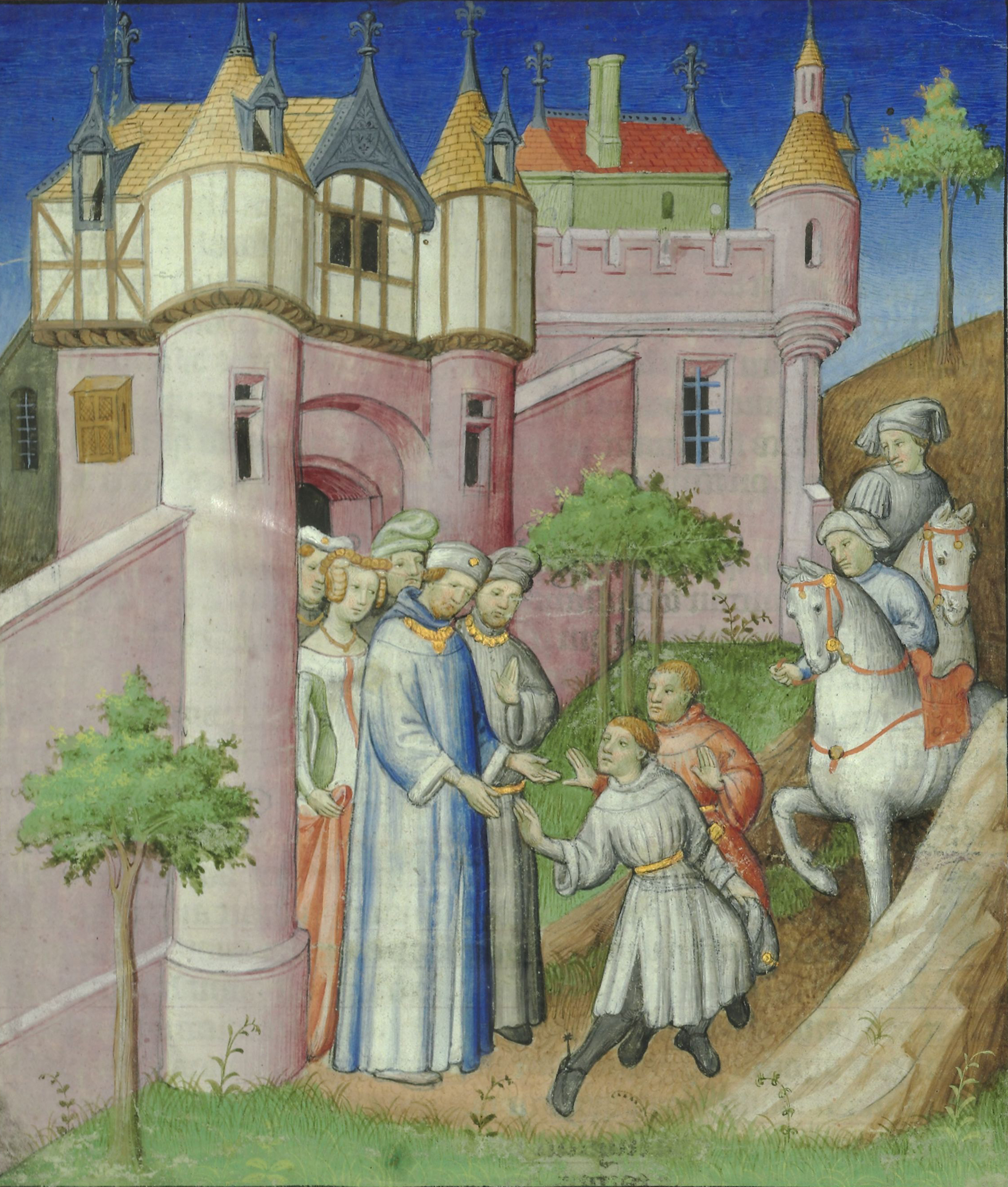
Kaiser Balduin II. verabschiedet 1260 die Brüder Niccolò und Maffeo Polo zu ihrer Reise nach China an den Hof des Kubilai Khan. Darstellung aus einer um 1410 gefertigten Kopie des Livre des merveilles du monde des Marco Polo. (Paris, Bibliothèque nationale de France)

## Leben

### Herkunft
Balduin war das jüngste Kind Peters von Courtenay und der Jolante von Flandern. Väterlicherseits war er ein Abkömmling des französischen Königsgeschlechts der Kapetinger, mütterlicherseits war er ein Neffe der ersten beiden lateinischen Kaiser von Konstantinopel, Balduin I. und Heinrich.
Nach dem kinderlosen Tod Kaiser Heinrichs im Jahr 1216 wurde Peter von Courtenay als dessen Schwager von den Baronen des in Folge des Vierten Kreuzzuges 1204 errichteten fränkisch-lateinischen Kaisertums zu Konstantinopel zum neuen Kaiser proklamiert. Am 9. April 1217 wurde er in Rom von Papst Honorius III. zum Kaiser gesalbt und gekrönt. Auf dem weiteren Weg in das ferne „Romanien“ geriet Peter in Epirus in die Gefangenschaft von Theodoros I. Komnenos Dukas, in der er vermutlich Ende 1217 starb. Seine Frau Jolante, die sich während der Reise von Peter getrennt hatte, erreichte währenddessen mit ihrem Anhang Konstantinopel und übernahm dort stellvertretend die Regentschaft. Hier wurde auch Balduin wahrscheinlich im Spätjahr 1217, vielleicht auch in den ersten Januartagen 1218, geboren. Als Kaiser gebrauchte er später auf seinen Siegeln die griechische Titulierung „Balduin der Flame, der purpurgeborene Herrscher“ (Βαλδουίνος δεσπότης πορφυρογέννητος ὁ Φλάντρας / Baldouinos Despotēs Porphyrogennētos ho Phlandras), mit der er auf seine Geburt in der Porphyra-Kammer des Großen Palastes zu Konstantinopel verwies, die ihn dem griechischen Rechtsprinzip der „Purpurgeburt“ nach, insbesondere den griechischen Gegenkaisern von Nicäa und Despotaten von Epirus sowie dem Bulgarenreich gegenüber, zur Herrschaft über Konstantinopel legitimiere. Tatsächlich war Balduin II. der einzige amtierende Lateinerkaiser, der auch in Konstantinopel geboren wurde (sieht man von seinem Sohn ab, der nur noch ein Titularkaiser war). Zu bemerken ist hier auch die Bezugnahme Balduins auf seine Abkunft vom flämischen Haus, mit der er offensichtlich sein Kaisertum auch dem dynastischen Prinzip nach legitimiert wissen wollte, gleichwohl die Herrschaft des Hauses Courtenay durch eine Wahl der Barone und nicht aufgrund dessen Anknüpfung an das flämische Haus begründet wurde.

Das Lateinische Reich (rot) in Romanien während der Herrschaft Kaiser Balduins II. von 1228 bis 1261.

Balduins Mutter starb im Spätjahr 1219 und nachdem zu diesem Zeitpunkt offenbar auch der Tod des Vaters in der Gefangenschaft gewiss geworden war, übernahmen die lateinischen Barone die Regentschaft in Konstantinopel und trugen zunächst dem ältesten Sohn des Kaiserpaares, Graf Philipp II. von Namur, die Thronfolge an. Nachdem dieser sie allerdings zurückgewiesen hatte, kam der zweite Sohn, Robert, im Jahr 1221 nach Konstantinopel, um die Kaiserwürde zu übernehmen. Unter Kaiser Robert brach im Jahr 1224 die lateinische Herrschaft gegenüber den griechischen Gegenprätendenten militärisch zusammen und ihr vormals geschlossenes Herrschaftsterritorium wurde mit dem Verlust der kleinasiatischen Gebiete, Thrakiens und Thessalonikis, zerschlagen. Die tatsächliche Herrschaft der Lateiner beschränkte sich fortan nur noch auf das stark befestigte Konstantinopel, den altgriechischen Raum um Theben und Athen sowie auf Euböa, den ägäischen Archipel und den Peloponnes. Da die lateinischen Fürsten in Altgriechenland (Herzogtum Athen), Euböa (Herrschaft von Negroponte), den Archipel (Herzogtum Naxos) und den Peloponnes (Fürstentum Achaia) danach räumlich von Konstantinopel getrennt waren, konnten diese seither faktisch unabhängig agieren und erkannten die feudalrechtliche Oberhoheit ihres Kaisers nur noch formal an, dessen Herrschaft wiederum nun faktisch nur noch über die Stadt Konstantinopel und deren näheres Umland bestand.

### Thronfolge und frühe Jahre
Im Streit mit den Baronen verließ Kaiser Robert 1227 Konstantinopel, er starb spätestens im Sommer 1228, worauf ihm Balduin II. auf den Thron nachfolgen konnte. In der stellvertretenden Regentschaft für den unmündigen Kaiser bestimmten die Barone den aus Burgund stammenden Narjot de Toucy.
Über die frühen Jahre des jung verwaisten Balduins, insbesondere über die Gestaltung seiner Ausbildung, liegen keinerlei Berichte vor. Hinsichtlich der Verteidigung des akut bedrohten Kaisertums setzten die Barone in der Hauptsache auf Unterstützung aus dem lateinischen Westen, vor allem durch den Papst und aus Frankreich. Möglicherweise zogen sie sogar die Inthronisierung eines erwachsenen Verwandten an Balduins statt in Betracht. Schließlich wandten sich die Barone nach Vermittlung Papst Gregors IX. an Johann von Brienne, der sich nach seiner Entmachtung als König von Jerusalem durch Kaiser Friedrich II. als Feldherr in päpstlichen Diensten in Italien verdingte. Dem militärisch erfahrenen ehemaligen Anführer des fünften Kreuzzuges (1217–1221) trugen sie die Regentschaft über Konstantinopel in der Hoffnung an, dass er die in den Jahren zuvor verloren gegangenen Gebiete für die Lateiner zurückerobern würde. Der bereits im Greisenalter stehende Brienne verlangte dazu allerdings die Übertragung der Kaiserwürde auf Lebenszeit, die ihm am 9. April 1229 in Perugia vertraglich garantiert wurde. Die Verlobung Balduins II. mit Maria von Brienne, der ältesten Tochter Johanns, und eine Herrschaftsteilung mit diesem beim Erreichen des Mündigkeitsalters waren als zusätzliche Vertragsbedingungen vereinbart worden.
Johann von Brienne kam erst im Spätjahr 1231 mit einer Streitmacht französischer Ritter nach Konstantinopel, wo er gekrönt wurde. Im selben Jahr erschütterte ein Erdbeben die Stadt. Eine im Jahr 1233 unternommene Expedition gegen den Gegenkaiser von Nicäa, Johannes III. Vatatzes, mit dem Versuch, den Hafen Lampsakos zu erobern, wurde nach wenigen Wochen erfolglos eingestellt, worauf sich der Anhang des regierenden Kaisers zerstreute und nach Frankreich heimkehrte. Ein kombinierter Gegenangriff der Griechen im Bunde mit dem Bulgarenherrscher Iwan Assen II. im Jahr 1236 konnte einzig aufgrund deren Zwistes untereinander und dank der Flottenunterstützung Venedigs an den Mauern Konstantinopels abgewehrt werden. Im Anschluss schloss Kaiser Johann einen zweijährigen Waffenstillstand mit Johannes Vatatzes.

### Erste Westreise
Etwa um den Jahreszeitraum 1235/36 wurde Balduin mündig und seine Ehe mit Maria durch eine Hochzeit formalisiert. Gleich darauf wurde er von seinem Schwiegervater auf eine Reise in den lateinischen Westen geschickt, um dort um finanzielle und militärische Hilfe zu werben. Ein Bittgesuch an den Westkaiser Friedrich II. war dabei ausgeschlossen, da dieser wegen der politischen Nähe der Ostkaiser zum Papst eine Allianz mit den griechischen Herrschern eingegangen war. So ging Balduin im Spätjahr 1236 zuerst nach Rom, wo ihm Papst Gregor IX. Unterstützung zusicherte und den französischen Klerus zur Finanzierung von vierhundert Rittern für Konstantinopel aufforderte. Ebenso ermutigte der Papst den König von Navarra, Theobald I., zu einem Kreuzzug nach Konstantinopel, worauf tatsächlich einige französische Barone positiv reagierten. Doch letztendlich unternahmen diese ihren eigenen Kreuzzug in das Heilige Land.
Von Rom reiste Balduin im Frühjahr 1237 über Frankreich nach Namur weiter. Die Grafschaft Namur war einst als Erbe seiner Mutter in den Besitz der Familie Courtenay übergegangen. Nach dem kinderlosen Tod seiner älteren Brüder Philipp II. († 1226) und Heinrich II. († 1229) hatte dort seine Schwester Margarete, verheiratete Gräfin von Vianden, die Verwaltung übernommen. Als letzter Sohn der Familie klagte Balduin den Besitz der Grafschaft von seiner Schwester ein, die erst nach einer Entschädigung von 7.000 Pfund zu ihrer Aufgabe bereit war. Im März 1237 urkundete er erstmals als „Markgraf von Namur“ (marchio Namucensis), im Juli darauf als „Graf von Namur“ (comes Namucensis). Mit dem Besitz von Namur zog sich Balduin die Feindschaft der Grafen von Luxemburg zu, die ebenfalls von der alten Grafenfamilie des Namurois abstammten und deshalb auch Besitzansprüche darauf anmeldeten. Um sich vor ihnen zu schützen, suchte er die politische Nähe zu Frankreich und zu seiner Cousine, der Gräfin Johanna von Flandern. Am 22. April 1238 reiste Balduin nach London, erhielt von König Heinrich III. von England allerdings nur geringfügige Geldspenden und kehrte nur wenig später wieder nach Frankreich zurück.

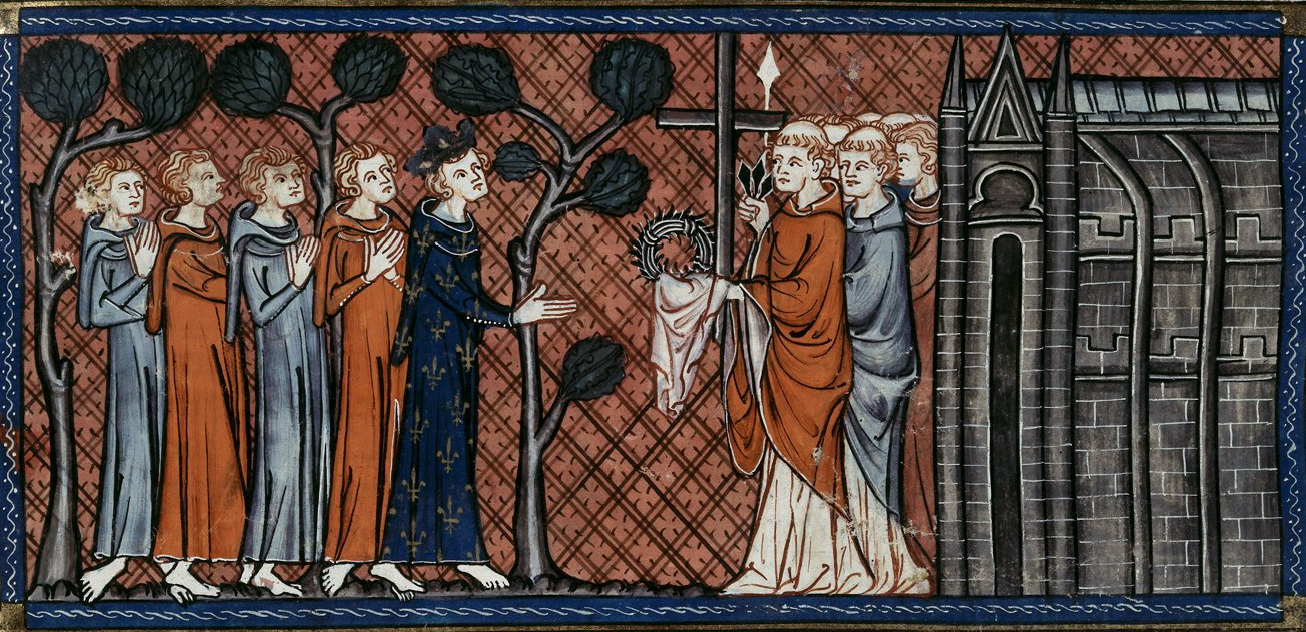
Ludwig IX. von Frankreich nimmt die Reliquien der Dornenkrone, des Heiligen Kreuzes und der Heiligen Lanze in Empfang. Chroniques de Saint-Denis, 14. Jahrhundert. British Library, MS Royal 16 G VI, fol. 395.

Inzwischen erfuhr er vermutlich vom Tod seiner Schwiegereltern im Frühjahr 1237, womit er alleiniger Kaiser von Konstantinopel geworden war. Dort hatten derweil die Barone unter Anseau de Cayeux die Regentschaft übernommen und zum Zwecke der Geldgewinnung Kunstgüter und Reliquien an italienische Kaufleute veräußert, was schon seit der Eroberung der Stadt durch die Kreuzfahrer von 1204 praktiziert worden war. So auch am 4. September 1238, als die Barone die angebliche Dornenkrone, eine der kostbarsten Reliquienschätze der Christenheit, an einen venezianischen Kaufmann verpfändeten. Als sie die Pfandsumme nach den vertraglich vereinbarten vier Monaten nicht zurückzahlen konnten, ging die Dornenkrone in den Besitz des Kaufmannes über. Frankreichs frommer König Ludwig IX. erfuhr davon und entsandte umgehend eine Gesandtschaft nach Konstantinopel, welche dort die Dornenkrone von dem Kaufmann erwerben sollte. Die Barone, mittlerweile wieder angeführt von Narjot de Toucy, biligten den Verkauf der Reliquie an Frankreich im Dezember 1238 und gaben ihr sogar noch Teile vom Kreuz Christi und der Lanze des Longinus bei. Im Frühjahr 1239 gingen die Reliquien von Konstantinopel auf Reisen, wurden dabei mehrere Wochen lang für die „Serenissima“ gewinnbringend in Venedig der Öffentlichkeit präsentiert und konnten im August 1239 in Villeneuve-l’Archevêque von König Ludwig IX. in Empfang genommen werden, welcher der Dornenkrone in Paris mit der Sainte-Chapelle einen prunkvollen Schrein errichtete. Balduin hatte an diesem, für sein Reich kaum gewinnbringenden, Ausverkauf prestigeträchtigen Kulturerbes des griechischen Ostens kaum einen persönlichen Anteil, außer dass er seine Zustimmung dafür als ein Geschenk an den König von Frankreich, verbunden mit entsprechenden Gegenleistungen für Konstantinopel, verstanden wissen wollte.
Zwischen November 1238 bis spätestens zum Frühjahr 1239 hielt sich Balduin wieder bei der päpstlichen Kurie zu Rom auf. Dort regelte er am 26. November 1238 mit dem König von Ungarn vertraglich die Bedingungen für die Passage durch dessen Königreich für die Rückreise nach Konstantinopel; der Seeweg über italienische Häfen und die Adria wurde von dem im Bunde mit den Griechen stehenden Westkaiser Friedrich II. blockiert. Des Weiteren forderte der Papst in einem Schreiben vom 19. Dezember 1238 den Klerus von England dazu auf, ein Viertel der bereitstehenden Geldmittel für den kommenden Orientkreuzzug für Konstantinopel abzuzweigen. Im Frühjahr 1239 kehrte Balduin nach Frankreich zurück, um dort die Vorbereitungen für seine Heimreise abzuschließen. Er hatte tatsächlich ein Heer von mehreren hundert Rittern und mehreren zehntausend Infanteristen zusammenstellen können, dessen namhafte Anführer sein Cousin Humbert V. von Beaujeu, Jocerand von Brancion und Thomas von Vervins waren. Vor seiner Abreise nach dem Johannistag (24. Juni 1239) übergab er noch die Grafschaft Namur für 50.000 Pariser Pfund als Sicherheit an die französische Krone. Neben dem finanziellen Gewinn sorgte er damit auch für die Sicherheit seines westeuropäischen Besitzes, da der Graf von Luxemburg kaum Hand an das Namurois legen würde, solange über dieses die schützende Hand des Königs von Frankreich wachte, gleichwohl das Namurois dem Lehnsverband des römischen Westreichs angehörte.

### Rückkehr
Über Deutschland und Ungarn ziehend ist Balduin bis spätestens zum Frühjahr 1240 nach Konstantinopel zurückgekehrt, wo er zu Ostern den 15. April in der Hagia Sophia gekrönt wurde. Fortan urkundete er in voller kaiserlicher Titulatur (Balduinus Dei gratiâ fidelissimus in Christo imperator a eo coronatus, Romaniæ moderator, et semper Augustus), während er dies zuvor ausschließlich als „Erbe des Reiches“ getan hatte. Ausgestattet mit seiner Heeresmacht aus Frankreich und unterstützt von kumanischen Verbänden hat er unmittelbar darauf den Krieg gegen Johannes Vatatzes aufgenommen und die Festung Tzurulum (heute Çorlu) erobert und damit auf der europäischen Seite des Bosporus ein territoriales Vorfeld zu Konstantinopel geschaffen. Parallel dazu hat eine venezianische Flotte einen Seesieg gegen jene des Kaisers von Nicäa erringen können. Diese Erfolge wurden allerdings durch eine Gegenoffensive des Vatatzes auf der asiatischen Seite aufgewogen, der dort die letzten Stellungen der Lateiner eroberte. Darauf hatte Balduin den Kampf beenden müssen, nachdem die Ritter seines französischen Heeres nach Ablauf ihres vereinbarten Waffendienstes die Heimreise angetreten hatten. So war er im Frühsommer 1241 zum Abschluss eines zweijährigen Waffenstillstandes mit Vatatzes gezwungen, den er 1243 um ein weiteres Jahr verlängerte. In jener Zeit hatte sich die machtpolitische Stellung der Lateiner des Ostens verschlechtert, ohne dass Balduin dagegen etwas hätte unternehmen können. Schon 1241 war sein wichtigster Verbündeter im Westen, Papst Gregor IX., gestorben und dessen Nachfolger, Innozenz IV., hat durch die Aussichten an eine Vereinigung der Ostkirche mit Rom eine vorsichtige Annäherung an Johannes Vatatzes betrieben, der als ein gewichtigerer Partner erscheinen musste als der faktisch bedeutungslose „Stadtkaiser“ von Konstantinopel.
Balduin versuchte in den folgenden Jahren, seine Position vor allem durch eine Bündnispolitik zu verbessern. Nachdem auch der Bulgarenherrscher Iwan Assen II. 1241 gestorben war, erreichte er mit dessen Nachfolger Koloman I. Assen einen Friedensschluss. Er ermutigte den Fürst von Achaia, Gottfried II. von Villehardouin, der nicht nur sein Schwager, sondern auch sein formeller Lehnsmann war und außerdem das kaiserliche Amt eines Seneschalls von Romanien bekleidete, zu einem schärferen Engagement gegen die Griechen in Europa. Dem Fürst bot er dazu den Verkauf seines französischen Familienstammsitzes Courtenay an, worüber er in einem Schreiben vom 20. Februar 1241 auch den französischen Königs unterrichtete. Dieser verweigerte jedoch sein notwendiges Einverständnis für dieses Geschäft.
Balduin II. bot sich in Asien dem Seldschukensultan von Ikonium als Alliierter gegen Vatatzes an, worüber er im August 1243 in einem Brief an Blanka von Kastilien berichtete. Indes waren die Seldschuken bereits im Vormonat von den Mongolen in einer großen Schlacht schwer geschlagen wurden, weshalb sie darauf ebenfalls ein Bündnis mit Vatatzes bevorzugten. Als sich im folgenden Jahr auch der Westkaiser Friedrich II. durch die Verheiratung einer seiner Töchter sich mit Johannes Vatatzes dynastisch verbunden hatte, revidierte Balduin die einst von seinem Schwiegervater vorgegebene antistaufische Haltung und suchte eine Annäherung an Friedrich II., indem er sich als Vermittler im Konflikt zwischen diesem und dem Papst empfahl.

### Zweite Westreise
Vielleicht schon im Spätjahr 1243, aber bis spätestens zum Frühjahr 1244 hat Balduin II. seine zweite Westreise angetreten, die wie seine erste vornehmlich unter dem Zeichen der Gewinnung von finanzieller und militärischer Unterstützung stand. Mit der Regentschaft hat er dabei nicht seine Frau, sondern Philippe de Toucy betraut. Zunächst ist er nach Italien gereist, um dort seinen Vermittlerdienst zwischen dem Hof Kaiser Friedrichs II. und der päpstlichen Kurie zu Rom aufzunehmen. Diese Tätigkeit stellte übrigens das erste persönliche Zusammentreffen der amtierenden lateinischen Kaiser des Westens und Ostens dar. Am Gründonnerstag den 31. März 1244 war Balduin in Rom einer der Zeugen der Beeidigung der ausgehandelten Vertragsbedingungen zur Rekonzilierung der römischen Kirche mit dem Westkaiser durch dessen Vertreter, Graf Raimund VII. von Toulouse, Petrus de Vinea und Thaddäus von Suessa. Nach diesem Verhandlungserfolg verbrachte er das folgende Jahr im Umfeld des Hofes Kaiser Friedrichs II., für den er unter anderem im Juni 1244 als urkundlicher Zeuge auftrat. Allerdings sind noch im selben Jahr die Friedensbemühungen gescheitert, nachdem der Papst eine Versöhnung ausgeschlagen hat und nach Lyon geflohen war. Am 16. Juni 1245 war Balduin noch in Modena, um am Tag darauf in Verona ein letztes Mal mit Kaiser Friedrich II. zusammenzutreffen. Hier ist Balduin nur kurz geblieben, denn schon am 28. Juni 1245 war er in Lyon an der Seite des Papstes bei der Eröffnung des dort anberaumten Kirchenkonzils. Sollte Balduin hier noch einmal vermittelnde Tätigkeiten unternommen haben, von denen jedenfalls keine überliefert sind, so dürften diese nicht gefruchtet haben. Denn auf der abschließenden Sitzung des Konzils im Juli 1245 ist Kaiser Friedrich II. formell in seiner Würde abgesetzt wurden. Welche Haltung Balduin dazu eingenommen hat, ist nicht überliefert, allerdings demonstrierte er zu späterer Zeit noch einmal eine prostaufische Einstellung.
Auf dem Konzil hat Balduin unter anderem an der Annullierung der Ehe des Grafen von Toulouse mit Margarete von Lusignan mitgewirkt und hat anschließend im November 1245 im Gefolge des Papstes die Abtei Cluny besucht. Mit dabei war auch der kastilische Infant Alfons X., der ein Cousin seiner Frau war. Auf dessen Vermittlung hin ist Balduin im August 1246 an den kastilischen Hof nach Valladolid gezogen, um dort bei König Ferdinand III. um Unterstützung zu suchen. Die Ritter des Ordens von Santiago haben ihm militärische Hilfe für zwei Jahre in Aussicht gestellt, sofern er sie dafür bezahlen könnte. Als Balduin jedoch bis August 1247 den vereinbarten Sold nicht hat aufbringen können, haben sie ihr Angebot zurückgezogen. Im Mai 1247 war er erneut in London, um ein zweites Mal bei König Heinrich III. von England als Bittsteller aufzutreten, hat von diesem aber nur eintausend Mark als Kosten für seine Heimreise erhalten.
Im Juni 1247 war Balduin wieder in Namur, wo er am zwölften des Monats ein Testament aufgesetzt hat. Der Streit mit Luxemburg um den Besitz des Namurois war in jener Zeit wieder aufgeflammt, nachdem die Gräfin Johanna von Flandern 1244 gestorben war und um deren Erbe der flämische Erbfolgestreit zwischen deren Neffen aus den Häusern Avesnes und Dampierre ausbrach. Dem Johann von Avesnes ist dabei von König Ludwig IX. in einem Schiedsspruch der Besitz der Grafschaft Hennegau zugesprochen wurden, und weil die Grafschaft von Namur ein Lehen der Grafen des Hennegaus war, hatte Avesnes folglich die Huldigung dafür von Balduin eingefordert. Nachdem dieser aber einen solchen Unterwerfungsakt nicht begehen wollte, hatte Avesnes den Versuch unternommen, ihm dieses Lehen zugunsten des mit ihm verbündeten Grafen von Luxemburg zu entziehen. Balduins Nähe zum französischen König und seine Parteinahme für die Dampierre haben ihn vor dieser Enteignung einstweilen geschützt. Und am 26. August 1248 sprach auch der Papst gegenüber Johann von Avesnes und den ihm unterstützenden deutschen Gegenkönig Wilhelm ein Enteignungsverbot zugunsten Balduins aus, solange sein Fall nicht eingehend gerichtlich geprüft worden sei. Am 26. Juni 1247 urkundete Balduin in Paris und im Juli 1247 in Chambéry, möglicherweise bereits auf seiner Heimreise.

### Ende des lateinischen Kaisertums
Wahrscheinlich im Frühjahr 1248 kehrte Balduin nach Konstantinopel zurück, dieses Mal ohne ein großes Heer mit sich führend noch mit ausreichend Geldgeschenken versehen. Von der französischen Krone hatte er lediglich 20.000 Pariser Pfund erhalten, für die er erneut die Grafschaft Namur als Sicherheit stellte, deren Verkauf ihm dabei erneut untersagt worden war. Die politische Situation hatte sich in der Zeit seiner Abwesenheit noch einmal dramatisch verschlechtert. Im Jahr 1246 setzte Kaiser Johannes III. Vatatzes mit Heeresmacht von Asien nach Europa über, verjagte die Bulgaren aus der strategisch wichtigen Festung Serres und konnte anschließend große Gebietsgewinne bis nach Mazedonien hinein verbuchen. Dieser Siegeslauf hatte die zuvor mit ihm rivalisierenden griechischen Herrscher von Epirus-Thessaloniki zur Anerkennung seines Kaisertums samt Unterwerfung unter seine Oberhoheit gezwungen. Daher war es nur noch zur Frage der Zeit, bis er auch den finalen Angriff auf Konstantinopel unternehmen konnte. Mehr denn je war der hochüberschuldete Balduin nun auf militärische Unterstützung angewiesen, so dass er noch im Jahr seiner Rückkehr zum Zwecke der Geldbeschaffung seinen wenige Jahre alten Sohn und Erben Philipp für eine nicht genannte Summe an eine Kaufmannsfamilie aus Venedig verpfändete. Unmittelbar darauf schickte er im Oktober 1248 seine Frau auf eine Reise nach Frankreich, was eine Bedingung der französischen Krone für das gewährte Darlehen war; sie sollte dort in seinem Namen Geldmittel aufbringen und den Freikauf des Sohnes erreichen. Dazu hat er ihr alle Vollmachten zum Verkauf des Courtenay-Besitzes erteilt.

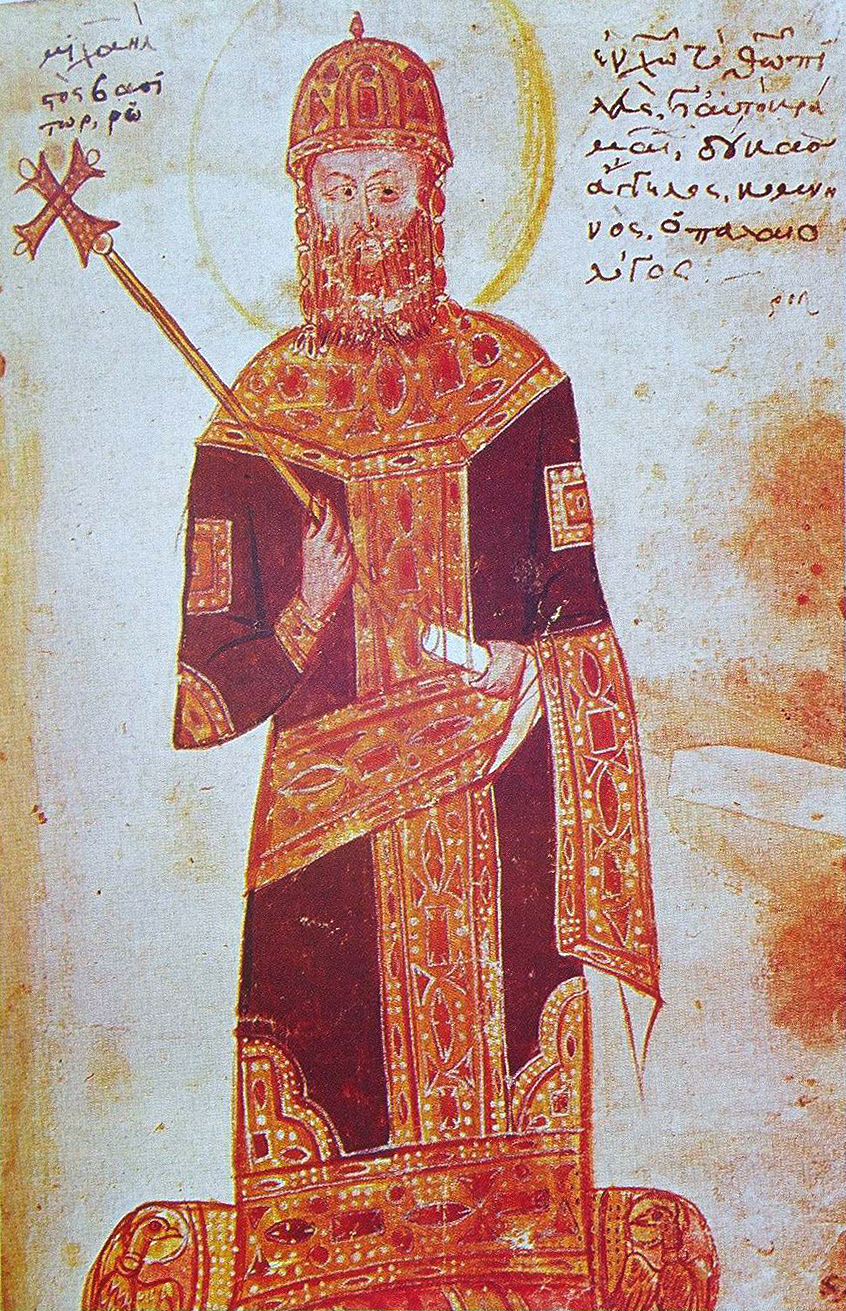
Michael VIII. Palaiologos vertrieb 1261 die Lateiner und restaurierte die byzantinische Herrschaft in Konstantinopel. Georgios Pachymeres, Histoira, 14. Jahrhundert. München, Bayerische Staatsbibliothek.

Politisch war Balduin ab jener Zeit zur weitgehenden Handlungsunfähigkeit verdammt, indem er nur noch ein Beobachter der um sich stattfindenden Ereignisse und des sich anbahnenden Endes seines Kaisertums war. Der kreuzfahrende König Ludwig IX. von Frankreich hatte 1249 seinem Unternehmen zur Rückeroberung Jerusalems den höheren Stellenwert beigemessen, als dafür seinem Cousin in Konstantinopel personelle Hilfe abzuzweigen. 1250 verstarb der Westkaiser Friedrich II.; dessen Söhne waren mit einem Behauptungskampf gegen den Papst beschäftigt und fielen deshalb als mögliche Bündnispartner aus. Papst Innozenz IV. wiederum hatte 1254 erstmals Kontakt zu Johannes Vatatzes bezüglich des Projekts einer Kirchenunion aufgenommen, das auch nach dem Tod der beiden im selben Jahr von deren Nachfolgern weiterbetrieben wurde. Von irgendwelcher Unterstützung aus Rom für die Lateiner des Ostens liegen seit jener Zeit keine Berichte mehr vor. Balduins Bedeutungsverlust als Kaiser verdeutlicht der Streit zwischen seinen nominellen Vasallen, Fürst Wilhelm II. von Achaia und Großherr Guido I. von Athen, der nicht etwa ihm zur Schlichtung vorgetragen wurde, sondern dem König von Frankreich. Der Fürst von Achaia war der letzte Hoffnungsträger der Lateiner im Kampf gegen die Griechen, an deren Spitze ab 1259 der Kaiser Michael VIII. Palaiologos stand. In der richtungsweisenden Schlacht von Pelagonia im September 1259 trugen die Griechen den Sieg davon und der Fürst von Achaia ist in deren Gefangenschaft gefallen. Im Frühjahr 1260 hat Palaiologos erstmals einen Vorstoß vor die Mauern von Konstantinopel unternommen, der geradeso noch abgewehrt werden konnte. Noch im selben Jahr hatte er diplomatische Beziehungen zu Genua aufgenommen, der großen Konkurrentin des prolateinischen Venedigs um die Seeherrschaft im östlichen Mittelmeer, die ihren Konflikt nun auch in der Ägäis auszutragen begannen. Das Bündnis zwischen Griechen und Genuesen ist im März 1261 in Nymphaion besiegelt wurden.
Siehe Hauptartikel: Rückeroberung von Konstantinopel 1261.
In der Nacht des 24. Juli 1261 ist der griechische Feldherr Alexios Strategopulos mit einem kleinen Heer unbemerkt bis vor die Mauern Konstantinopels vorgedrungen, eigentlich mit dem Auftrag die Lage dort zu erkunden. Die Mauern der Stadt waren zu diesem Zeitpunkt unterbesetzt, da die Venezianer, welche die Hauptlast der Stadtverteidigung stellten, samt ihrer Flotte auf einer Expedition im Schwarzen Meer abwesend waren. Am frühen Morgen des 25. Juli besetzten die Griechen im Handstreich das Goldene Tor der Festung der sieben Türme und konnten es öffnen, durch welches sie in die Stadt strömten. Die überrumpelten Lateiner konnten dagegen kaum eine adäquate Verteidigung organisieren und hatten deshalb die Flucht auf ihre im Hafen ankernden Schiffe aufgenommen. Balduin hatte sich im Blachernen-Palast dem Kampf stellen wollen, ist von seinen wenigen verbliebenen Gefährten dann aber ebenfalls auf ein venezianisches Schiff gerettet worden, nachdem er verwundet worden war.
Nach 57 Jahren ist so die Herrschaft der Lateiner in Konstantinopel zu Ende gegangen, wo am 15. August 1261 nun Kaiser Michael VIII. Palaiologos feierlich einziehen, sich krönen lassen und die Wiederherstellung der griechisch-byzantinischen Herrschaft einschließlich ihres orthodoxen Patriarchats begehen konnte.

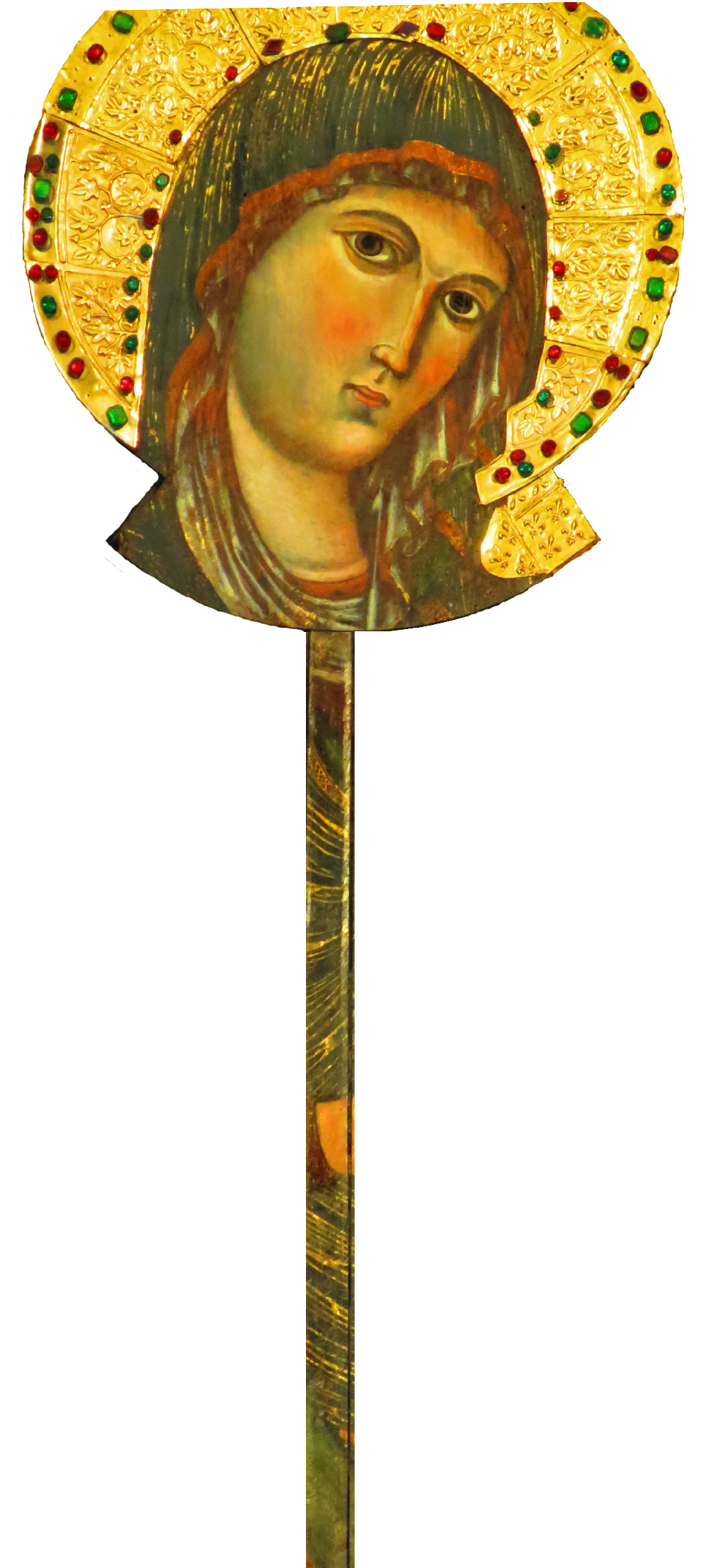
Kopf der Hodegetria, den Balduin 1261 aus Konstantinopel mitgenommen haben soll; Cappella della Madonna di Montevergine in Mercogliano

Auf der Flucht soll Balduin den Kopf der großen Hodegetria-Ikone mitgenommen haben, die einst von Aelia Eudocia von Jerusalem nach Konstantinopel gebracht worden sein soll und als das vom Heiligen Lukas porträtierte Kultbild betrachtet wurde. Die Hodegetria zu besitzen, war zu jener Zeit sehr wichtig. Sie galt als das wahre Palladium von Konstantinopel, sollte ihren Schutz sichern und die Hoffnung auf eine Rückkehr in die Stadt, die der Gottesmutter so am Herzen lag, bedeuten.
 Die Ikone blieb im Besitz der Familie. Nach Balduins Tod im Jahr 1273 oder 1274 ging die Ikone in den Besitz seines Sohnes Philipp von Courtenay und nach dessen Tod im Dezember 1283 in den der einzigen Tochter Catherine de Courtenay (* 1275; † 1307/08) über.

### Letzte Jahre im Exil
Nun seinerseits zum Exil gezwungen ist Balduin zunächst nach Euböa gesegelt und von dort weiter nach Athen, wo er sich am 22. Oktober 1261 Geld lieh und dazu als „Balduinus, per Dei gratiam fidelissimus Imperator, à Deo coronatus Gubernator Romaniæ“ urkundete. Im Frühjahr 1262 erreichte er den Hof König Manfreds von Sizilien, der selbst mit Michael VIII. Palaiologos verfeindet war und ihm einen großen Feldzug zur Rückeroberung Konstantinopels versprach, sofern der Papst ihn von seiner Exkommunizierung lösen werde. Daraufhin ist Balduin nach Viterbo zu Papst Urban IV. gezogen, um dort eine Versöhnung zwischen diesem und dem Stauferkönig von Sizilien zu erreichen. Doch der Papst hat eine Versöhnung rundweg abgelehnt. Stattdessen sind von ihm im Mai und Juni 1262 Kreuzzugsaufrufe nach Frankreich und Polen ergangen, mit dem Ziel, den „schismatischen Palaiologos“ aus Konstantinopel zu vertreiben.
Wohl im Frühjahr 1263 ist Balduin in Frankreich angekommen, wo er sich wieder mit seiner Frau und auch seinem Sohn Philipp wiedervereinen konnte, der bereits 1261 dank der Großzügigkeit des Königs von Kastilien aus Venedig freigekauft worden war. Seine Frau hatte hier inzwischen die Grafschaft Namur an den Grafen von Luxemburg verloren, nicht ohne aber die Verfügungsgewalt über die dort noch verbliebenen Burgen an die französische Krone abgetreten zu haben, welche sie wiederum an das flandrische Grafenhaus weiterreichte. Philipp von Courtenay hatte noch 1263 schließlich alle gräflichen Rechte auf Namur dem Grafen von Flandern für 20.000 Pariser Pfund verkauft. So ist Kaiser Balduin von all seinen Besitzungen lediglich der Stammsitz seiner Familie verblieben.

Das restaurierte Byzantinische Reich nach 1261. Als letzte verbliebene Herrschaften der Lateiner sind das Herzogtum Athen und Naxos, das Fürstentum Achaia und die Besitzungen Venedigs (rot) verblieben.

In Frankreich hat Balduin auch die Aussichtslosigkeit eines Kreuzzuges nach Konstantinopel erkennen müssen, da weder König Ludwig IX. noch irgendein Adliger den päpstlichen Aufruf dazu erhören wollte. Stattdessen wurde er Zeuge, wie zwischen dem Königshof und dem Papst Pläne zu einem Sturz König Manfreds in Sizilien zugunsten des ehrgeizigen Prinzen Karl von Anjou geschmiedet wurden. In einem Schreiben vom 2. Juli 1263 hat Balduin an König Manfred deshalb eine Warnung vor diesen Plänen zukommen lassen wollen; allerdings ist dieser Brief in Rimini von einem guelfischen Stadtoberen abgefangen und dem Papst in Orvieto zugespielt worden. Ob dieser Brief einen Einfluss auf die schriftliche Kontaktaufnahme des Papstes mit Michael VIII. Palaiologos vom 18. Juli 1263 gehabt hat, in dem eine Wiederaufnahme der Unionspolitik sondiert wurde, ist unsicher. Jedenfalls wollte der Papst seither nichts mehr von einem Kreuzzug zugunsten Balduins wissen, hat diesen stattdessen in einem Brief vom 28. Juli 1263 beim französischen Hof als Anhänger Manfreds denunziert und vor seinen Intrigen gewarnt. Diese Parteinahme für die Sache der Staufer hat Balduin bei den Franzosen jede Reputation gekostet und ihn in das politische Abseits gestellt.
Rehabilitieren konnte sich Balduin nun einzig durch die Aufgabe seiner Freundschaft zu König Manfred und Unterstützung für Karl von Anjou. Dessen Italienzug mit der entscheidenden Schlacht bei Benevent (26. Februar 1266) hat er nicht mitgemacht; im Juni 1266 urkundete er noch in Paris. Aber im August 1266 ist er schon beim neu gewählten Papst Clemens IV. in Viterbo, von dem er wieder in die kirchliche Gunst aufgenommen wurde. Unter Federführung des Papstes besiegelte Balduin schließlich eine dynastisch-politische Allianz mit dem nunmehrigen König Siziliens Karl von Anjou, die am 27. Mai 1267 mit dem Abkommen von Viterbo besiegelt wurde. In diesem Vertrag wurde die Verheiratung seines Sohnes Philipp mit Beatrix, einer Tochter des Anjou, vereinbart, der im Gegenzug die Rückführung der Courtenay nach Konstantinopel und die Eroberung von ganz Romanien versprach, wovon ihm ein Drittel zufallen sollte. Inwiefern Balduin diesen Plänen, gepaart mit der Hoffnung auf eine Rückkehr nach Konstantinopel, die auch seine Heimatstadt war, je eine realistische Chance zur Verwirklichung eingeräumt hat, ist unklar. Bezeichnend ist jedoch seine im Vertrag gleichfalls festgeschriebene Aufgabe aller Lehnshoheitsrechte auf das Fürstentum Achaia zugunsten des Königs von Sizilien, womit er die Reste seines ihm noch verbliebenen „Reiches“ zusätzlich verringerte. Lehnsrechtlich blieb er noch Oberlehnsherr des Herzogtums Athen, was aber de facto keine Rolle mehr spielte. Wirkliche Hoheitsrechte übte nie wieder ein lateinischer Titularkaiser im römischen Ostreich aus.
Sowohl Balduin als sein Sohn Philipp hatten vielfach mit ihren französischen Besitzungen (Courteney) zu tun, da sie zeitweilig in Fehde mit dem Grafen Heinrich von Luxemburg lagen; sie lebten hauptsächlich von den Pensionen, die ihnen Karl auszahlen ließ. Balduin hielt einen kleinen Hofstaat von zehn Rittern und bezog jährlich 2445 Unzen 45 Tari für seinen Unterhalt.
Über die letzten Lebensjahre Balduins II. liegen nur noch wenige Zeugnisse vor; offenbar verbrachte er diese abwechselnd in Frankreich und Süditalien. Im März, Juli und Dezember 1269 erscheint er urkundlich wieder in Paris. Laut einer venezianischen Chronik soll er im vierten Jahr des Dogen Lorenzo Tiepolo (1271/72) gestorben sein. Allerdings war er noch am 15. Oktober 1273 in Foggia bei der Hochzeit seines Sohnes anwesend. Einer im Januar 1274 in Tarent ausgestellten Urkunde nach war Balduin zu jenem Zeitpunkt bereits gestorben, was durch die Verfügung zum Bau eines marmornen Grabmals für ihn in der Chiesa Santa Maria de Episcopio von Barletta durch Karl von Anjou im Oktober desselben Jahres bestätigt werden kann, welcher außerdem im November darauf urkundlich an ihn in „leuchtender Erinnerung“ (claræ memoriæ) gedachte. Von diesem Grabmal gibt es heute allerdings keine Spur. In einem Dokument vom 23. Oktober 1274, das sich auf das fragliche Grab bezieht, wird die Kommission von Karl Anjou an Maroldo de Curtesio erwähnt: „Fidelitati tue precipiendo mandamus quatenus Philippo de Sancta Cruce militi etc. ad ipsius requisitionem de marmoribus Curie que penes te sunt in quantitate sufficienti pro faciendo fieri sepulcro quodam in Barulo [Barletta], ubi corpus Balduini quondam Imperatoris Costantinopolitani dare memorie recordatur debeas assignare. .... In simili forma scriptum est. Magistro jurato Syponti Novelli. de assignando eidem philippo de marmoribus quondam Manfridi Malecte dicti Comitis Camerarii existentibus in Syponto. (Reg. N. 19 1274 B fol. 151.)“
Während seine Witwe Maria Courteney erhielt, nahm Philipp den Kaisertitel an, den er bis zu seinem Tod am 15. Dezember 1283 führte.

## Familie
Balduin II. wurde am 9. April 1231 mit Maria von Brienne (* 1225; † 1275) verlobt, die er wahrscheinlich im Jahreszeitraum 1235/36 heiratete. Das einzige bekannte Kind aus der Ehe war der spätere Titularkaiser Philipp von Courtenay (* 1240/41; † 1283).